# Onthophagus aeneoniger
Onthophagus aeneoniger là một loài bọ cánh cứng trong họ Bọ hung (Scarabaeidae).